# Hochlandmotmot

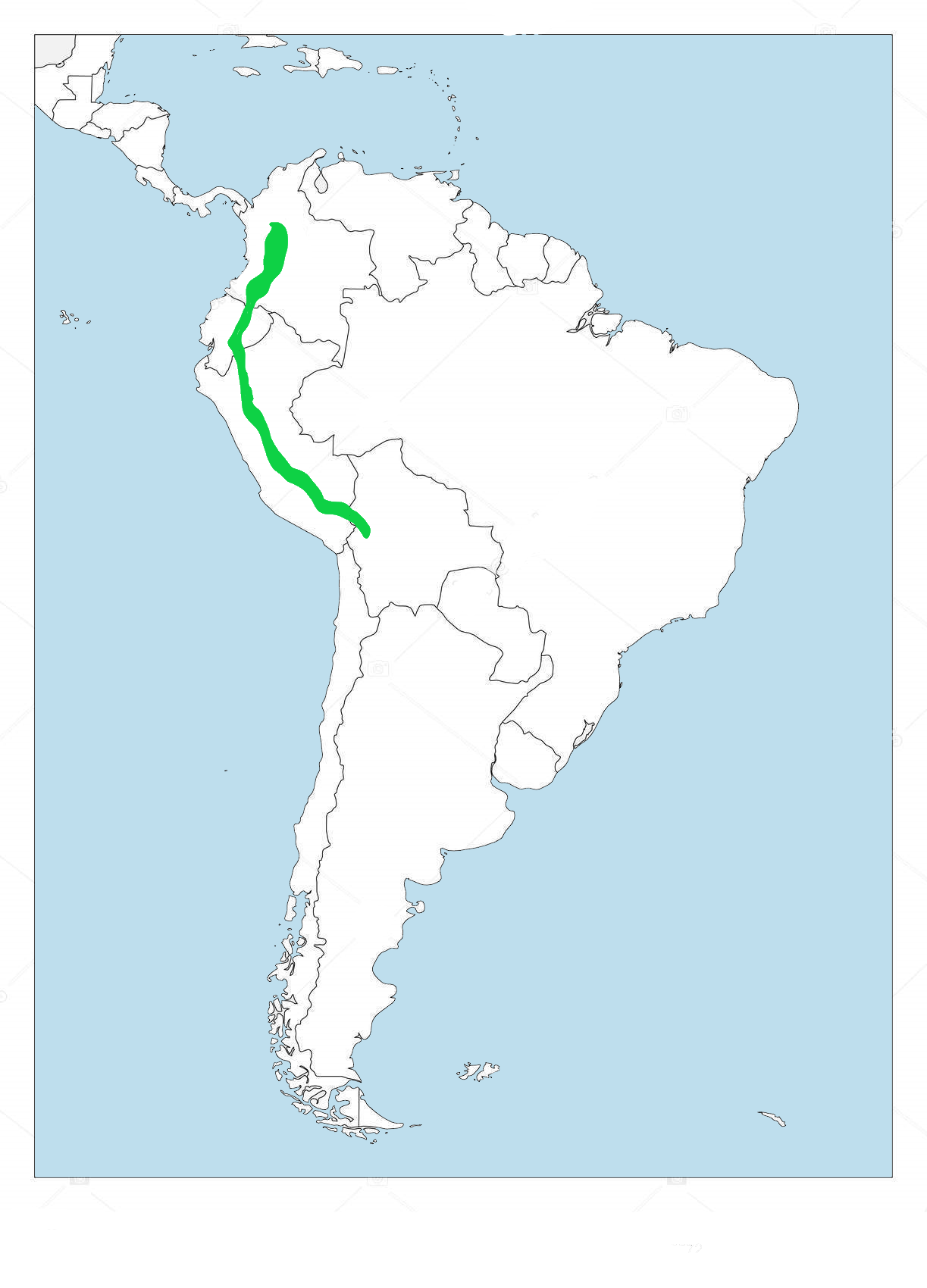
Verbreitungsgebiet des Hochlandmotmots

Der Hochlandmotmot (Momotus aequatorialis) ist eine Vogelart aus der Familie der Sägeracken (Momotidae).
Der Vogel kommt vom Norden Kolumbiens bis in den Westen Boliviens vor.
Die Art war ursprünglich vom Erstbeschreiber als eigenständig angesehen worden, später wurde sie dann zusammen mit dem Blauscheitelmotmot (Momotus coeruliceps), dem Diademmotmot (Momotus lessonii), und dem Trinidadmotmot (Momotus bahamensis) als Unterarten des breit angelegten, auf Englisch „Blue-crowned Motmot“ genannten Momotus momota sensu lato (im weiteren Sinne), dem jetzigen Amazonasmotmot (Momotus momota) angesehen und als Momotus momota aequatorialis bezeichnet.
Nach einer taxonomischen Revision wurde die Art wieder als selbständig anerkannt.
Der Lebensraum umfasst feuchten Bergwald entlang der Ostseite der Anden, gern in Gewässernähe. In 1000 bis 3500 m Höhe sind diese höher als andere Motmots aus der „Blue-crowned Motmot“-Gruppe anzutreffen.
Der Artzusatz bezieht sich auf den Äquator.

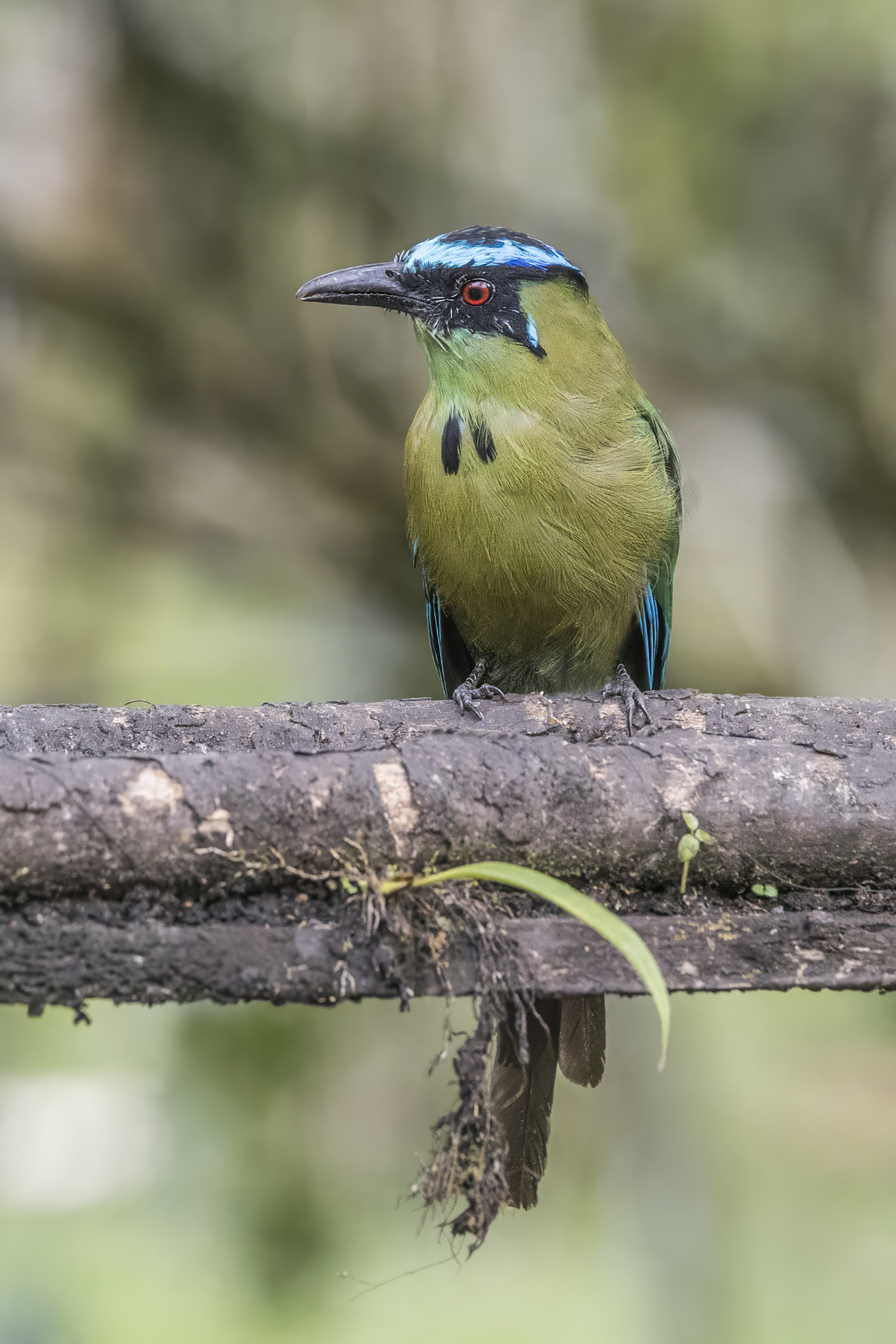

## Merkmale
Die Art ist 46 bis 48 cm groß und wiegt zwischen 123 und 202 g, ein großer Vogel mit kräftigem schwarzem Schnabel, langem Schwanz und Spatel an den Spitzen der zentralen Steuerfedern.
Die Mitte der Kopfkappe ist schwarz, von einem breiten blauen Ring „Diadem“ umgeben, der an der Stirn breiter ist, bis zur Schnabelbasis reicht und eine leuchten türkisblaue Färbung aufweist. Am Hinterrand wird der Ring durch ein schmales dunkelviolettes Band abgesetzt. Eine schwarze Maske beginnt an den Zügeln, zieht um die Augen und endet an den Ohrdecken mit verlängerten Federn. Die hintere Begrenzung der Maske bildet eine blaue bis türkise Linie. Die Oberseite und die Flügel sind grün, die Schwanzoberseite zur Schwanzspitze hin blau. Die beiden mittleren Steuerfedern sind länger und überragen die übrigen Schwanzfedern mit einem dünnen Schaft und dunkelblauen Spateln, eventuell mit dunklerer Spitze.
Die Kehle ist grün, oft etwas blau überhaucht. Die Brust ist grün bis ocker- oder olivfarben. In der Mitte trägt sie einen kurzen schwarzen Streifen, mit türkisblauer Begrenzung. Der Bauch ist grün, die übrige Unterseite ockerfarben bis rostgrün, die Schwanzunterseite ist schwarz.
Die Iris ist rot bis dunkel burgunderrot, der Schnabel und die Füße sind schwarz.
Die Geschlechter unterscheiden sich kaum.
Die Art ist der einzige Motmot in feuchten Bergwäldern in den Anden, wodurch sie unterschieden werden kann. Ansonsten ist sie dem Amazonasmotmot (Momotus momota) sehr ähnlich, der aber größer ist, eine reiner grüne Unterseite ohne oder fast ohne gelbbraune Töne aufweist, eine blau vertikale hintere Begrenzung der schwarzen Maske zeigt, schließlich sind die Spatel auf der Oberseite nur blau ohne Grüntöne und ohne dunkle oder schwarze Spitzen.

## Geografische Variation
Es werden folgende Unterarten anerkannt:
- M. a. aequatorialis Gould, 1858, Nominatform – subtropische Anden in Kolumbien und Ostecuador
- M. a. chlorolaemus Berlepsch & Stolzmann, 1902[11] – Andes im subtropischen Osten Perus, Unterseite Biskaya-grün mit geringer oder keiner gelbbraunen Färbung, Kehle deutlicher grünlich-blau

## Stimme
Der Gesang des Männchens wird als gedämpftes „whoo’dup“ oder monotones „boop-oop“ beschrieben, oft im Duett vorgetragen, morgens als schnell rollende Folge vor der Morgendämmerung und nach dem Sonnenuntergang. Auch ein einsilbiges „whoop?“ kommt vor. Der Gesang ist den Lautäußerungen des Zimtbrustmotmots (Baryphthengus martii) sehr ähnlich, unterscheidet sich von denen des Amazonasmotmots (Momotus momota), bei dem der erste Laut ansteigend ist „whOOP-oop“.

## Lebensweise
Die Art tritt meist einzeln oder als Paar auf, schließt sich nicht Gemischten Jagdgemeinschaften an. Sie ist meist im Unterwuchs, nur selten unterhalb der Baumkronen zu finden, öfter auch in Gärten.
Die Nahrung besteht vermutlich großteils aus Gliederfüßern und kleine Wirbeltiere wie Wollige Zwergbeutelratten (Micoureus), die als Lauerjäger von einem Ansitz aus gejagt werden, aber auch Früchte werden verzehrt.
Die Brutzeit ist nicht beschrieben. Das Nest wird vermutlich wie bei anderen Motmots in einer Böschung gegraben.

## Gefährdungssituation
Der Bestand gilt als „nicht gefährdet“ (Least Concern).